# 岡野友紀
岡野 友紀（おかの とものり、1971年4月15日 - ）は、日本の俳優。鳥取県出身。旧芸名：岡野 友信（おかの とものぶ）。芸能事務所 ラウレア 所属。

## 略歴
鳥取県立鳥取西高等学校受験に失敗、高校浪人予備校の鶏鳴塾に通う。鶏鳴塾の校長であった仲市実氏の入塾式の言葉「…君たちは、落ちるべくして落ちた…」に大変感銘を受け、全ては自分自身に帰するのだと、今でも肝に銘じているという。
翌年、鳥取県立西高等学校に合格。一年の浪人生活を経て武蔵野美術大学造形学部建築学科へ進学。卒業後、芸能事務所の養成所で出会った男4人で、演劇集団「ゼロ企画」を旗揚げ。「ゼロ企画」の舞台活動休止に伴いメディア進出。以後、映画やドラマ・CMなどに出演。
2014年、事務所移籍に伴い芸名を岡野友信から、本名の岡野友紀に戻す。

## 出演

### テレビドラマ
- 仮面ライダーシリーズ（テレビ朝日）
  - 仮面ライダー電王（2007年） - 謎の男 役[1]
  - 仮面ライダーキバ（2008年） - 警官 役
  - 仮面ライダーディケイド（2009年） - 「仮面ライダー裁判」の参加者 役[2]
  - 仮面ライダーW（2009年） - ディレクター 役
  - 仮面ライダーオーズ/OOO（2010年） - イベント司会者 役
  - 仮面ライダーウィザード（2012年） - 写真家 役
  - 仮面ライダー鎧武/ガイム（2013年） - ラーメン屋のおやじ 役
  - 仮面ライダーエグゼイド（2016年） - コバ 役
  - 仮面ライダービルド（2018年） - 西都首相秘書 役
- ゴンゾウ 伝説の刑事（2008年、テレビ朝日） - 井の頭署刑事 役
- 臨場（2009年、テレビ朝日） - 鑑識 役
- はぐれ刑事純情派スペシャル 最終回（2009年、テレビ朝日） - チンピラ 役
- 土曜ワイド劇場「新聞記者・鶴巻吾郎 第3作」（2009年、テレビ朝日） - 事件記者 役
- 土曜ワイド劇場「新聞記者・鶴巻吾郎 第4作」（2010年、テレビ朝日） - 新聞記者 役
- 木曜ナイトドラマ「FACE MAKER」（2010年、日本テレビ） - 鍋島組組員 役
- さくら心中（2011年、フジテレビ） - 唯幸の手下 役
- 日曜ナイトプレミア「俺の空 刑事編」（2011年、テレビ朝日） - 龍星会幹部 役
- 家族法廷（2011年、BS朝日） - 旦那 役
- 遺留捜査（2011年、テレビ朝日） - 庶務課署員 役
- 金曜ナイトドラマ「13歳のハローワーク」（2012年、テレビ朝日） - ヤクザ 役
- 土曜ワイド劇場「警視庁・捜査一課長」（2012年、テレビ朝日） - 捜査一課刑事 役
- 金曜プレステージ「所轄刑事第7作」（2012年、フジテレビ） - 佐藤修一都議会議員秘書 役
- GTO 秋も鬼暴れスペシャル（2012年、フジテレビ） - レポーター 役
- GTO 正月スペシャル! 冬休みも熱血授業だ（2013年、フジテレビ） - 真田和幸の子分 役
- 日曜劇場「とんび」（2013年、TBS） - 居酒屋常連客 役
- サキ（2013年、フジテレビ） - 救急隊員 役
- 金曜ナイトドラマ「お天気お姉さん」（2013年、テレビ朝日） - ジャーナリスト 役
- 明日の光をつかめ（2013年、東海テレビ・フジテレビ系） - 街のお巡りさん 役
- 土曜ワイド劇場「おかしな刑事11」（2014年、テレビ朝日） - 荻窪南署員 役
- 相棒 season13 第1話（2014年、テレビ朝日） - 捜査一課刑事 役
- 女はそれを許さない 第1話（2014年、TBS） - 被告代理人 役
- 金曜ナイトドラマ「黒服物語」 第3話（2014年、テレビ朝日） - 森 役
- ビンタ 第11・12話（2014年、読売テレビ・日本テレビ系） - 赤城 役
- ヤメゴク〜ヤクザやめて頂きます〜 第5話（2015年、TBS系） - 構成員 役
- 土曜ワイド劇場「おかしな刑事12」（2015年、テレビ朝日） - タクシー運転手 役
- 癒し屋キリコの約束（2015年、東海テレビ・フジテレビ系） - 桜木妙子の旦那（声） 役
- 土曜ワイド劇場「おかしな刑事13」（2015年、テレビ朝日） - 警官 役
- 相棒 正月スペシャル（2016年、テレビ朝日） - 音越官房長官SP 役
- 警視庁捜査一課9係（2016年、テレビ朝日） - 友人 役
- 金曜ナイトドラマ「家政夫のミタゾノ」（2016年、テレビ朝日） - 記者 役
- 相棒 正月スペシャル（2017年、テレビ朝日） - 近藤保 役
- 連続ドラマW「楽園」（2017年、WOWOW） - 事件記者 役
- 女の勲章（2017年、フジテレビ系） - 記者 役
- 金曜ナイトドラマ「女囚セブン」（2017年、テレビ朝日） - 叔父さん 役
- 日曜ワイド 「特殊犯罪課・花島渉2」（2017年、テレビ朝日系） - 高級クラブ店長 役
- 金曜ナイトドラマ「重要参考人探偵」（2017年、テレビ朝日） - 柘植 役
- 日曜プライム「おかしな刑事18 スペシャル」（2018年、テレビ朝日） - 弁護士 役
- 日曜プライム「おかしな刑事19 スペシャル」（2019年、テレビ朝日） - 原口刑事 役
- 連続ドラマW「盗まれた顔 〜ミアタリ捜査班〜」（2019年、WOWOW） - 公安刑事 役
- オトナの土ドラ「隕石家族」（2020年、東海テレビ放送・フジテレビ系） - 討論番組 役
- おかしな刑事23 スペシャル（2020年、テレビ朝日） - 大臣秘書 役
- ドラマL 「ジモトに帰れないワケあり男子の14の事情」（2021年、朝日放送テレビ） - ウェイター 役
- 「和田家の男たち」 第3話・第7話（2021年11月5日・12月3日、テレビ朝日） - 政府関係者・警備員 役
- 日曜劇場 「マイファミリー」（2022年4月10日 -、TBS） - 遊撃班刑事 役
- 金曜ナイトドラマ「NICE FLIGHT!」 第5話（2022年、テレビ朝日) - ウェイター 役
- 「おかしな刑事 2022年忘れ！！大感謝 スペシャル」（2022年、テレビ朝日） - 黒沢警部補 役
- 相棒 season21  第12話「他人連れ」（2023年、テレビ朝日） - 学校職員
- 嗤う淑女 最終話（2024年9月21日、東海テレビ・フジテレビ系） - 大田原(司会者) 役

### 映画
- SLANG 黄犬群（1999年） - ヤン 役
- 砂時計（2008年） - 村人 役
- 仮面ライダーシリーズ
  - 劇場版 仮面ライダーキバ 魔界城の王（2008年） - 刑務官 役
  - 劇場版 さらば仮面ライダー電王 ファイナル・カウントダウン（2008年） - 深編み笠の侍 役
  - 仮面ライダー×仮面ライダー×仮面ライダー THE MOVIE 超・電王トリロジー EPISODE RED ゼロのスタートウィンクル（2010年） - 桜井侑斗（未来） 役
  - 仮面ライダー×仮面ライダー ウィザード&フォーゼ MOVIE大戦アルティメイタム（2012年） - 三郎の父親 役
  - 劇場版 仮面ライダードライブ サプライズ・フューチャー（2015年） - 古葉進次参事官付 役
- クローンは故郷をめざす（2009年） - 医者 役
- 臨場 劇場版（2012年） - 神奈川県警捜査一課刑事 役
- 太陽（2016年） - ノクス医者 役
- 沈黙 -サイレンス-（2017年） - 五島の番人 役
- 何でも屋物語～同行代行屋篇～（2017年） - 源 役
- 何でも屋物語～見つけ屋篇～（2018年） - 國男 役
- 108～海馬五郎の復讐と冒険～（2019年） - 五郎の側近 役
- 魔進戦隊キラメイジャー エピソードZERO（2020年） - 隊長 役
- 首 (2023) - 武士 役
- 何でも屋物語の裏バイト（2024年） - 菅原 俊之 役 ※第10回立川名画座通り映画祭 観客賞受賞

### 舞台
- 夢の痕 BUSHITS（1999年）
- 支線ガード下（2000年）
- 3-san（2000年）
- 裏口（2001年）
- 民宿「鶴吉」物語（2002年）
- エトランゼ-etrange（2003年）
- 凪 〜nagi〜（2004年）
- デイドリーム・ビリーバ（2005年）
- 神輿（2005年）

### バラエティー
- タイムスクープハンター 闘茶!バブル（2009年、NHK総合テレビジョン）

### CM
- マツモトキヨシ 店頭CM
- AGC旭硝子「言えなかった男篇」 Web CM